# 기니비사우의 행정 구역

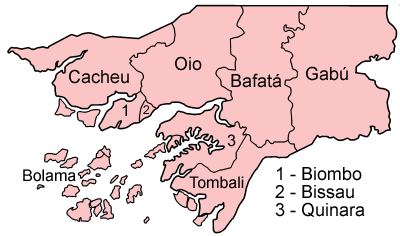
기니비사우의 행정 구역

기니비사우는 8개 주와 1개 자치구로 구성되어 있다.

## 행정 구역 목록
- 가부주
- 바파타주
- 볼라마주
- 비사우 자치구
- 비옴부주
- 오이우주
- 카셰우주
- 키나라주
- 톰발리주

## 같이 보기
- ISO 3166-2:GW